# Martin Circus
Martin Circus est un groupe français de rock formé en 1968 et dissous en 1987. Considéré  comme l'un des premiers du genre, il se reforme brièvement en 2001 et 2016.

## Biographie

### Débuts et succès (1968–1970)
Le groupe est formé en 1968 par le bassiste Bob Brault (ex-Les Gentlemen, de Tours) avec Michel Pasquet, alias Mitch (qui jouera ensuite avec Benoit Blue Boy, Omega Plus et Bluesy Roosters (ex-Pat Gallon et Alan Jack), le saxophoniste Gérard Pisani (qui a accompagné Johnny Hallyday au sein des Blackburds), le batteur Jean-François Leroi, le chanteur et guitariste Patrick Dietsch (ex-Les Vikings, puis Les Capitals) et le chanteur et clavier Paul-Jean Borowsky. Après le départ de Pasquet, le groupe se fait connaître par un premier hit, Tout tremblant de fièvre. Martin Circus se distingue par des compositions originales rock progressif. Les textes sont inspirés par les poètes de la Beat Generation.
Ils se produisent dans de multiples concerts, lors de festivals, et dans des salles de plus en plus importantes, jusqu'à l’Olympia. Après la sortie de leur album en public, En direct du Rock 'n' roll Circus, à l'hiver 1969-1970, lors du MIDEM de janvier 1970 le métier et la presse Pop les désignent comme le Premier Groupe Français au music-hall de l'Olympia. En 1970, ils apparaissent aussi dans de nombreuses émissions de TV et continuent de tourner dans toute la France, notamment pendant l'été en première partie de Johnny Hallyday.
À la fin de l'année 1970 Jean-François Leroi et Patrick Dietsch quittent le groupe. P. Dietsch fonde alors Abracadabra qu'il quitte un an plus tard. Pour honorer les contrats déjà signés, une tournée a lieu en 1970 réunissant Pisani, Brault, Borowsky, accompagnés de Michel Libretti (ex Players et Sharks et futur Total Issue) à la guitare et Donald Rieubon (ex-Problèmes) à la batterie. Le chanteur Emmanuel Booz participe à certains concerts.
Paul-Jean Borowsky quitte le groupe en 1971, puis fonde Tartempion en 1973 avec Gérard Pisani et Donald Rieubon. De nouveaux membres rejoignent le Martin Circus en 1971 : le guitariste Alain Pewzner (ex-Pat Winther and the Sounders, prix Aimant-Coty au Golf-Drouot en 1965) et le batteur René Guérin, tous deux ex-Alan Jack Civilization. Pewzner devant alterner sur scène les rôles de guitariste,  organiste et chanteur, deux nouveaux musiciens sont recrutés pour lui permettre de se consacrer à la guitare : le clavier Sylvain Pauchard (ex-Storm) et le guitariste-chanteur Gérard Blanc, tous deux ex-membres du groupe Balthazar.
La formation enregistre, courant 1971, un double album, Acte II, qui contient notamment le titre Je m'éclate au Sénégal (dû aux « anciens » Brault et Pisani, et bénéficiant d'un nouveau pressage remixé en 1987 (SP), repris sur Mes plus belles histoires de Gérard Blanc), lequel révèle Martin Circus au grand public, et assure la notoriété du groupe grâce à 800 000 exemplaires vendus (équivalence disque d'or). Ce gros travail de studio est récompensé par un trophée Triumph Group Musical, remis au groupe lors de la Nuit du cinéma organisée au théâtre Marigny le 25 novembre 1971. En plus des concerts et des nombreux festivals où ils se produisent, les Martin Circus assurent pendant quelques années les premières parties de vedettes telles Jacques Dutronc, Claude Nougaro, Claude François, ou encore Johnny Hallyday. Ticky Holgado, ex-secrétaire particulier de Claude François et de Hallyday, devient leur manager de 1972 à 1974.

### Pic de popularité (1971–1980)
En 1971, le groupe participe au film Les Bidasses en folie réalisé par Claude Zidi. En 1974, les membres de Martin Circus sont à l'affiche du premier opéra-rock français La Révolution française, sorti l'année précédente sous forme de double album et qui se joue pendant deux mois au Palais des sports de Paris, aux côtés notamment d'Antoine, Alain Bashung et d'autres artistes de la scène rock. Ils reviennent au rock l'année suivante avec un album de reprises de titres des années 1960, N°1 USA - Hits des 60s. Ils enregistrent à cette occasion Ma-ry-lène (ou Marylène), adaptation d'une chanson popularisée par les Beach Boys, Barbara Ann, qui est sans doute leur plus grand tube (plus de 600 000 exemplaires écoulés en France). En 1978, le titre J'en perds mes baskets est le générique et indicatif de l'émission musicale Blue Jean 78 sur Antenne 2.
Le groupe continue à enchaîner les concerts, partageant la scène avec Michel Sardou, Joe Dassin (1976) et Gérard Lenorman puis se produit trois semaines à l’Olympia en première partie de Dave en 1978. Ses membres tournent la même année dans Les Bidasses en vadrouille, film inspiré par les comédies des Charlots, et dont ils signent la musique. Le morceau Disco Circus, publié comme single avec en face B Before it Gets Dark, devient la bande originale du film. Il se classe dans les palmarès américains, et est félicité par la presse spécialisée. Sur cet album, Sylvain Pauchard est secondé aux claviers par Gilles Tinayre, la basse est tenue par Charlie Cohen et la batterie par Serge Haouzi. C'est le dernier disque auquel participe René Guérin, relégué au rôle de percussionniste. Il est d'abord remplacé par John Lorck (ex Titanic), puis Sylvain Pauchard assure les parties de basse au synthétiseur et les parties de batterie sont confiées à des boîtes à rythmes. La musique de Martin Circus reflète alors les tendances du début des années 1980 : disco, new wave, variété, etc.
En 1980, l'album De sang froid voit le groupe adopter un style musical new wave et le retour éphémère de Gérard Pisani comme parolier et saxophoniste. Sur cet album la section rythmique est composée de Manu Vogel à la basse et Pascal Woyciechowski à la batterie.

### Dernière phase et séparation (1981–1988)
De succès en déception, le groupe connaît des dissensions qui poussent Sylvain Pauchard et Alain Pewzner à s'en éloigner en 1985 pour rejoindre Daniel Balavoine en concert puis en studio. Pour l'enregistrement du single Trop sentimental le bassiste de Balavoine, Christian Padovan (ex-Système Crapoutchik) est intégré au groupe en tant que musicien et compositeur. Entretemps Bob Brault devient le bassiste d'Hervé Cristiani en 1982. Pisani, Brault (déjà à l'origine du Bob Brault Organisation en 1975, ainsi que cofondateur du groupe de jazz-rock Mozaique avec Jean-Claude Naimro entre 1974 et 1976) et Borowsky créent quant à eux Bulldozer qui publie deux albums, J'suis punk (1978) et Des gamelles et des bidons (1979).
Par la suite, Brault accompagne Richard Bohringer et Borowsky compose pour France Gall, Serge Koolenn et Jean-Noël Dupré. Guérin, quant à lui, est pendant 15 ans le rédacteur en chef de Batteur Magazine avant de rejoindre le trio de blues Les Bluegators.
Le 25 octobre 1987, un concert intitulé L'évènement réunit le groupe au grand complet au Zénith de Paris, en compagnie des groupes Ange, Au bonheur des dames ainsi que du chanteur Dick Annegarn.
Gérard Blanc se consacrant de plus en plus à sa carrière en solo, Pewzner et Pauchard enregistrent un dernier single en 1988, La Toka-toké, en compagnie de Guérin et Brault, de retour.

### Post-séparation (2001–2016)
En 1999, Dietsch, Borowsky et Brault accompagnent l'ancien manager du groupe, Ticky Holgado, pour l'enregistrement de son album en tant que chanteur Barock'N'Drole.
Leur dernier enregistrement en trio avec Gérard Blanc sort en 2001 pour une reprise d'Antisocial sur un album en hommage à Trust. La  même année sort l'album Origines, enregistré par la formation originale (Dietsch, Borowsky, Pisani, Brault) à l'exception de J.F. Leroi qui, ayant abandonné la musique, est remplacé par René Guérin. Outre 11 titres inédits ce disque contient aussi de nouvelles versions de Tout tremblant de fièvre et Je m'éclate au Sénégal.
Après leur séparation, les membres de Martin Circus continuent leurs carrières musicales : Gérard Blanc sort plusieurs albums solo, Alain Pewzner accompagne plusieurs artistes comme Jean-Jacques Goldman et produit Mano Solo et Dany Brillant. Sylvain Pauchard produit des titres pour d'autres groupes, notamment Les Avions et Alliage. En 1990, il publie un single sur lequel il reprend deux morceaux de Martin Circus : USSR / USA et Tout tremblant de fièvre (à noter que la musique de ce titre est attribuée à tort sur la pochette à Borowsky au lieu de Dietsch).
En 1995, A. Pewzner met en musique L'Homme qui plantait des arbres de Jean Giono. En 2012, il signe la bande originale du film Dix jours en or de Nicolas Brossette, avec Franck Dubosc et Claude Rich. Brault, Borowsky, Dietsch, Pisani et Leroi se retrouvent au fil des années pour jouer sur leurs projets respectifs en solo, sur disque et sur scène. À travers sa société Blanc Musiques, Gérard Blanc (décédé le 24 janvier 2009,... ) sort, en 2004 et 2008, des compilations du groupe, après avoir récupéré et restauré les bandes d'origine. À travers sa carrière solo, il a continué toute sa vie à promouvoir le groupe en participant à des émissions de télévision et de radio. À présent, Alain Pewzner et Sylvain Pauchard continuent de « s'occuper », de temps en temps, du groupe : création de compilations, participation à des émissions pour les promouvoir. 
En 2016, ils remontent sur scène pour interpréter le répertoire du groupe en compagnie d'un nouveau chanteur, Tom Bock, et d'un nouveau batteur, Félix Sabal-Lecco.

## Les Marylènes
Lors de la sortie du titre Marylène, quatre jeunes filles accompagnent les membres du groupe dans la chorégraphie : Graziella, Pascale, Corinne, ainsi que Françoise (remplacée peu après par Dominique). Baptisées les Marylènes, elles deviennent partie intégrante de la « bande ». Fin 1977, lors du passage des Martin Circus à l'Olympia, Fabienne et Allison les rejoignent.
Le groupe composera plusieurs titres pour une des Marylènes, Cassie - de son vrai nom Pascale Lelan - (L'Alphabet d'amour / Le Cha-cha jaloux, Miroir soul, Tellement besoin d'amour / Méditation, Vous / Tous les rêves de mon cœur, Flash de tendresse / Un cœur qui ment), pour la chanteuse Lesley Jayne, alors compagne de Gérard Blanc (Rocking With my Radio / My Isle of Wight, Sailing away / Beachcomber, Greased Lightning, Hot Promises / He's Telling me Lies, Not to Be / Do Not Disturb), ainsi qu'un titre (Le Beau têtard sur son cigare) pour Graziella, Cassie et Fabienne. C'est souvent Manu Vogel, bassiste temporaire du groupe, qui produit ces titres (ou les Martin Circus eux-mêmes pour Miroir Soul).

## Membres

### Derniers membres
- Alain Pewzner - guitare, orgue, chant (1971-1988, 2001, 2016-2017)
- Sylvain Pauchard - claviers, basse, chant (1971-1988, 2001, 2016-2017)
- Tom Bock - chant (2016-2017)
- Félix Sabal-Lecco - batterie (2016-2017)

### Anciens membres
- Bob Brault - basse, flûte (1968-1975, 1988, 2001)
- Gérard Pisani - saxophone, flute, bugle, chant (1968-1972, 1980, 2001) - († 2020)
- Paul-Jean Borowsky - claviers, chant (1968-1971, 2001)
- Patrick Dietsch - guitare, chant (1968-1970, 2001) - († 2021)[11]
- Jean-François Leroi - batterie (1968-1970)
- Gérard Blanc - chant, guitare (1971-1987, 2001) - († 2009)
- René Guérin - batterie, percussions (1971-1978, 1988, 2001)
- Michel Libretti - guitare, chant (1970)
- Donald Rieubon - batterie (1970)
- Charlie Cohen - basse (1978)
- Serge Haouzi - batterie (1978)
- Gilles Tinayre - claviers (1978)
- John Lorck - batterie (1979-1980)
- Manu Vogel - basse (1980)
- Pascal Woyciechowski - batterie (1980)
- Christian Padovan - basse (1985-1986)

## Discographie

### Singles
- 1969 : Tout tremblant de fièvre (studio) / Barbe-Bleue (studio)
- 1969 : Le Matin des magiciens (studio) / Moi je lis des bandes dessinées (studio)
- 1970 : Dis-moi / Chanson pour un cadavre
- 1971 : Je m’éclate au Sénégal / Moi j’aime bien prendre mon pied
- 1971 : Sénégal / Dis-moi (pressage italien)
- 1971 : Je danse comme un pingouin /	J’aimerais bien te faire flipper un p’tit peu
- 1971 : Je m’éclate au Sénégal / Je danse comme un pingouin (pressage allemand)
- 1972 : Les Indiens du petit matin (part. 1) / Les Indiens du petit matin (part. 2)
- 1972 : Il faut rêver[15]/ Annie, Christine ou Patricia
- 1972 : Gotta Keep Flying / Il faut rêver
- 1973 : Je me suis retrouvé en tutu / Je deviens comme fou fou fou
- 1973 : People, réveillez-vous / Nous sommes dans ce monde
- 1973 : La patrie est en danger / Français, Français
- 1974 : Un coin qui sent le foin / J’aimerais bien t’embrasser
- 1974 : L’Accident heureux /	À vous de jouer Milord
- 1974 : Docteur / Je t’aime
- 1975 : Ma-ry-lène / Loin d’ici
- 1975 : Wonder tube (Ba ! Ba ! Hey ! Hey !) / Ma-ry-lène
- 1975 : Bye-bye Cherry / Le Violon et la Mélodie
- 1976 : Si tu me loupes / Un cœur qui bat
- 1976 : Tu joues ton cœur / Vis ta vie ma ma mie
- 1976 : Chase the Blues Away / Call Me  (pressage allemand)
- 1977 : Drague Party (Le bon temps, ça roule) / Priorité à l’amour
- 1977 : Comme au bon vieux temps du rock’n’roll / Roi du flipper
- 1977 : Les Dix Commandements / Rock’n'roll Circus
- 1978 : J’en perds mes baskets / Hey disc jockey
- 1978 : Et puis, tu t’en vas / La Boule à tango
- 1978 : Pour m’en aller plus loin / Ite missa est
- 1979 : Disco circus / Ite missa est (pressage canadien)
- 1979 : Before it gets dark / Disco circus (pressage US)
- 1979 : Notre meilleur copain, c’est Tintin (vocal) / Notre meilleur copain, c’est Tintin (instrumental)
- 1979 : Shine Baby Shine / I’ve Got a Treat
- 1979 : Number One Woman / Each Day
- 1980 : Look Around / American Trip (pressage italien)
- 1980 : Bains-douches / Le Tango de l’espace
- 1980 : Tous des robots / Bains-douches
- 1980 : USSR / USA / Plastique Conclusion
- 1981 : Bingo-banco / Mes vœux les plus saints
- 1983 : Solange / J’t’ai vu dans l’canoë
- 1984 : Disco Circus / Disco Circus Medley (pressage canadien)
- 1985 : Trop sentimental / Pourquoi tu m’lâches pas ?
- 1987 : Je m’éclate au Sénégal / Ma-ry-lène
- 1987 : Je m’éclate au Sénégal (version 87) / Medley (Intro - Ma-ry-lène - Drague Party (Le bon temps, ça roule) - Si tu me loupes - Shine Baby Shine - Na-na-hey-hey-good-bye - Je m'éclate au Sénégal)
- 1988 : La Toka-toké (part 1) / La Toka-toké (part 2)

### Anthologies
- 1973 : Tout tremblant de fièvre
- 1974 : 12 titres + 4
- 1976 : Greatest Hits : les Grands Succès du... Martin Circus
- 1979 : Le Double disque d'or du Martin Circus
- 1979 : Martin Circus chantent leurs succès
- 1979 : Marylène
- 1987 : Les Originaux (inclus un titre inédit Columbia signé J-M. Vignon - A. Pewzner - C. Pewzner)
- 1994 : 69 Story 79
- 2002 : Singles 69-74
- 2002 : Ca le fera
- 2004 : Anthologie
- 2008 : Les Plus Grands Succès de Gérard Blanc et Martin Circus (inclus cinq morceaux avec Martin Circus et une version solo en live de Je m'éclate au Sénégal)
- 2025 : Évolution Française – 1969/1985

### Participations
- 1969 : Le jour est fini / Je partirai demain (SP chanté en français de Peter, Paul and Mary accompagnés par 'Martin Circus)
- 1971 : Expérience (pré-édité en RFA un an auparavant) - titres : Kryptonite party (Brault/Pauchard) et Snoopy travel (Pewzner/Guérin) avec Christopher Laird (chant, guitare), Alain Pewzner (guitare), Sylvain Pauchard (orgue, chant), François Jeanneau (saxophone, claviers), Bob Brault (basse) et René Guérin (batterie, percussion).
- 1973 : La Révolution française : Danton (Blanc), et quatre députés du Tiers état (Pewzner, Pauchard, Guérin, Brault) - double disque d'or 1973, titres : Retour de la Bastille (Français, Français), À bas tous les privilèges et La patrie est en danger.

- 2001 : Tribute to Trust : reprise d'Antisocial (dernier titre enregistré par le trio Blanc, Pewzner, Pauchard)

## Filmographie
- 1971 : Les Bidasses en folie de Claude Zidi : apparition des membres du groupe sur scène dans leurs propres rôles, aux côtés de Triangle et de The Tourist's, alias Les Charlots
- 1978 : Les Bidasses en vadrouille de Christian Caza : les membres du groupe sont les vedettes principales du long métrage dont le scénario avait été refusé par Les Charlots
- 2006 : Camping de Fabien Onteniente : Patrick Dietsch, Paul-Jean Borowski et  Bob Brault animent les soirées aux Flots bleus. Emmanuel Booz, qui participa de manière éphémère à la transition du groupe en 1970, étant le co-scénariste des deux premiers volets.
- 2008 : Disco de Fabien Onteniente : De nouveau à plusieurs reprises Didier Graindorge dit Didier Travolta (Franck Dubosc) mentionne que Jean-François « Jackson (Gérard Depardieu) est l’ancien batteur de ce groupe.